# Currie Rugby Football Club
Maillots
Dernière mise à jour : 26 février 2013.
Currie RFC est un club de écossais rugby à XV situé à Balerno dans la banlieue d’Édimbourg, qui évolue dans la Scottish Premiership Division 1 dont il remporte le titre en 2007.

## Histoire
Currie est une banlieue d’Édimbourg, mais le club est situé à Balerno, autre ville de la périphérie. Le club est de fondation récente (1970). L'équipe joue son premier match sous les couleurs de Boroughmuir (vert et bleu). Peu à peu, Currie gravit les échelons des championnats locaux, puis grimpe de la cinquième à la première division en seulement sept saisons, atteignant l'élite pour la première fois en 1990. Relégué à la fin de la saison 1994-1995, il remonte aussitôt pour ne plus redescendre et remporte finalement le titre de champion d’Écosse pour la première fois en 2007. Currie remporte un second titre en 2010.

## Palmarès
- Champion d'Écosse en  2007, 2010 et 2024
- Finaliste de la Coupe d'Écosse en 2005 (contre Watsonians)
- Champion de 2e division en 1987
- Champion de troisième division en 1986
- Champion de septième division en 1981

## Joueurs célèbres
- Graham Ellis